# 자바쥐사슴
자바쥐사슴(Tragulus javanicus)은 작은사슴과에 속하는 우제류의 일종이다. 다 자랐을 때, 토끼 정도의 크기로 우제류 중에서 가장 작은 종 중의 하나이다. 자와섬의 숲에서 발견되며, 발리섬에서도 서식하는 것으로 추정되고 있지만 확인할 만한 증거는 없다.